# 加士居道
加士居道（英語：Gascoigne Road），是香港的一條主要道路，位於九龍京士柏及油麻地以南。道路地底為港鐵觀塘綫的管道。

## 名稱由來
加士居道以港督卜力爵士任內英軍司令加士居爵士（Major-General Sir William Gascoigne）而命名。

## 簡介
加士居道東接漆咸道南，西接彌敦道、甘肅街及渡船街。沿線大部份為三線雙程分隔道路。

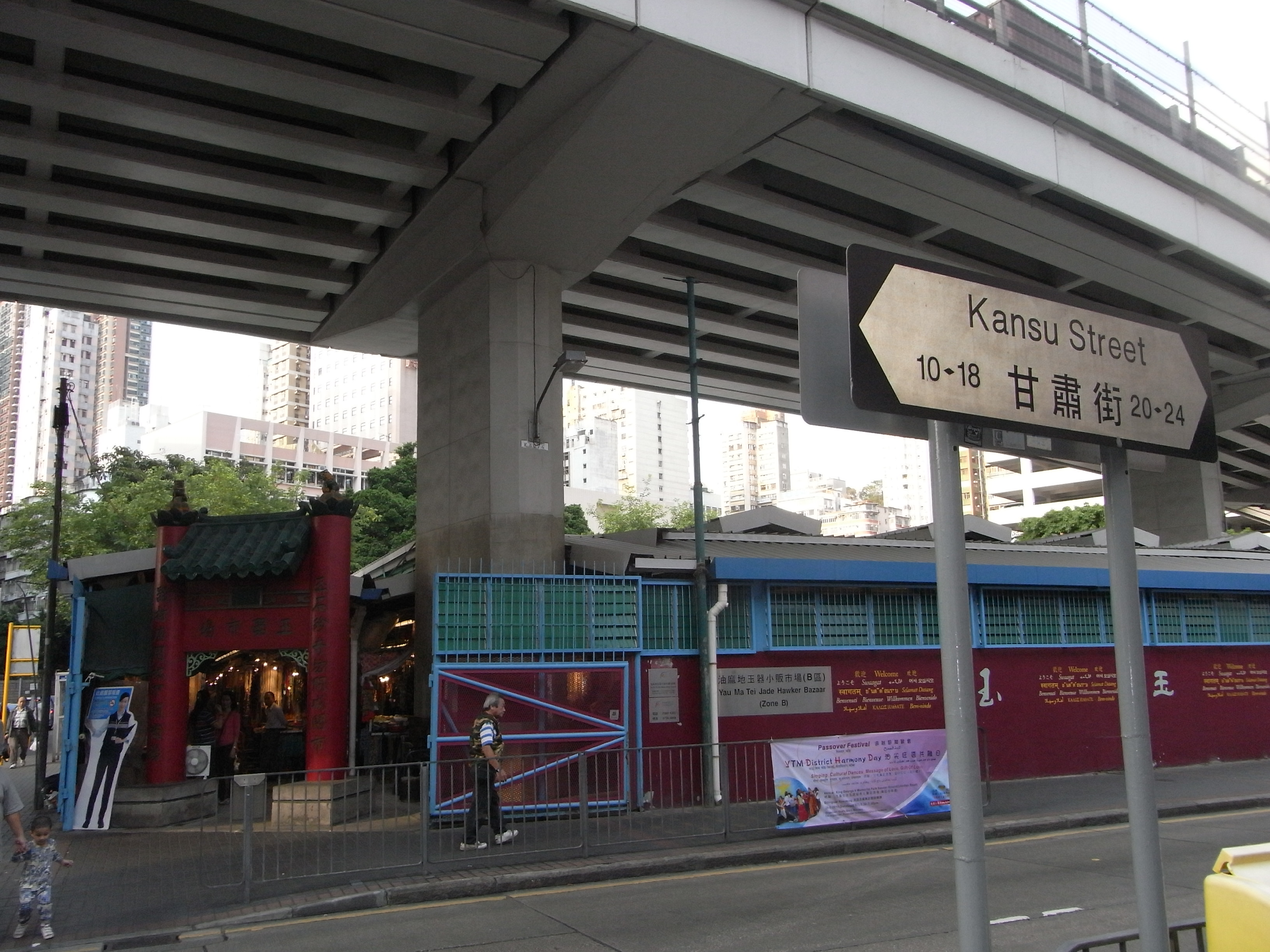
加士居道天橋底的甘肅街玉器市場

其中由衛理道至渡船街天橋一段於1977年建有一條雙線雙程道路的行車天橋，稱為加士居道天橋。該天橋為香港5號幹線的一部份，曾經穿越已經清拆的油麻地停車場大廈，是該路段的一大特色，亦是香港罕有的雙線雙程幹線道路。值得一提的是，雖然該天橋早已通車，但直至2020年10月16日才刊憲命名。
但正因天橋穿越建築物，使只有兩線的橋面難以擴闊，無法疏導來自西九龍走廊東行、東九龍走廊西行和紅磡海底隧道北行的車流，從而導致這三個方向之交通擠塞情況嚴重，因此該處在每天大部份時間均是「瓶頸」路段，亦減低車輛來往九龍城區的意欲。

## 未來發展

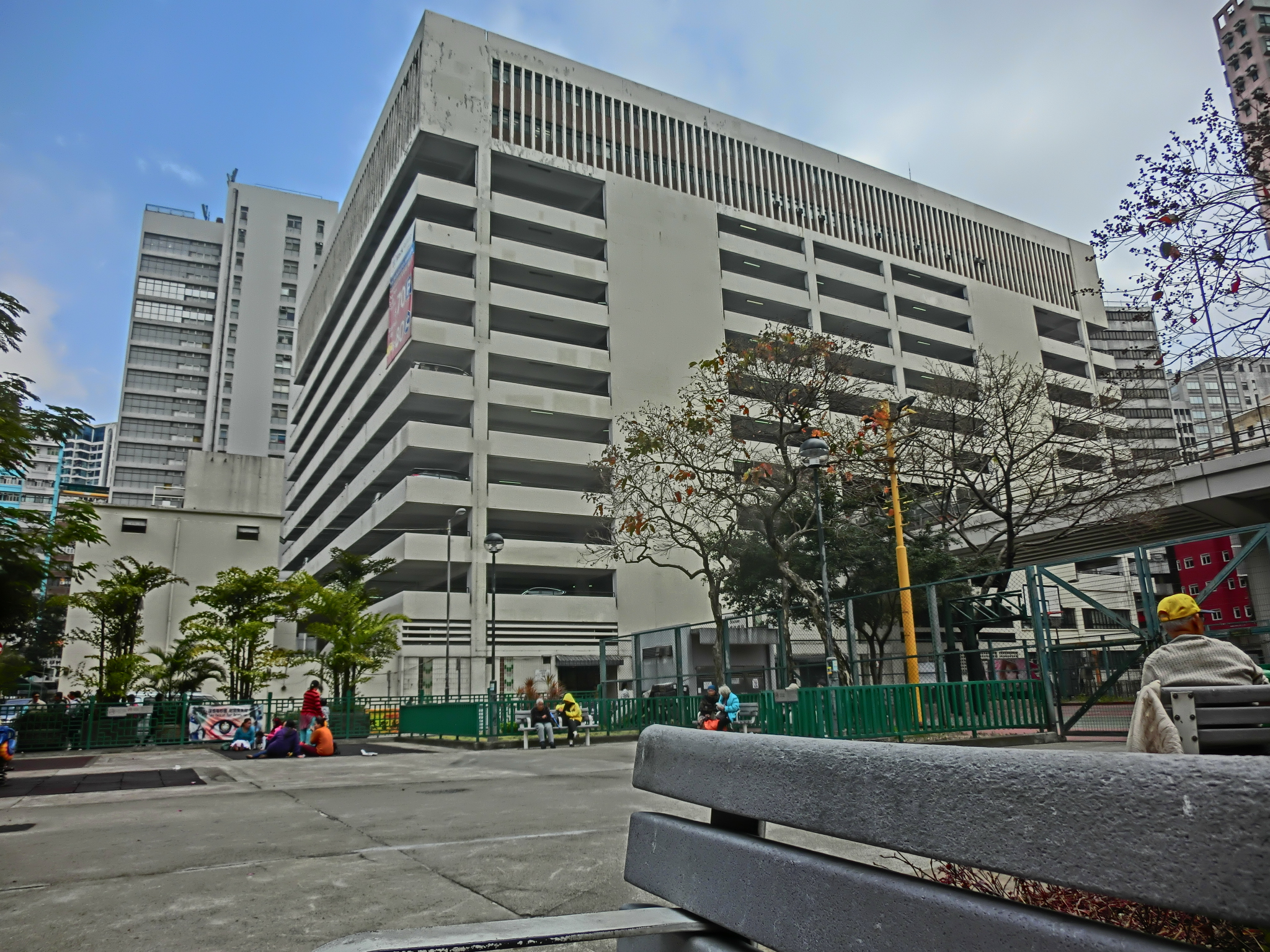
油麻地停車場大廈

路政署於2006年公佈計劃興建中九龍幹線時，建議同步將加士居道天橋擴闊至四線雙程改善擠塞情況；不過2013年刊憲時已經作出修改，只是於走線上有所變動（在北面興建新的天橋），維持兩線分隔來回並加建隔音屏障，最新方案進一步將加士居道天橋至彌敦道一段由加建半密閉式隔音罩改為加建密封式隔音罩。為配合中九龍幹線工程，舊有加士居道天橋、油麻地停車場大廈及九龍政府合署將會拆卸，第一期清拆期間，會先拆卸停車場大廈7至10樓及北面大樓，然後在北面隨即興建新天橋，現有交通改道至新天橋後，餘下的停車場大廈南面大樓才會繼續拆卸並重置舊有加士居道天橋。
渡船街天橋於舊油麻地警署外面曾經設有預留位置（凸出的部份加入種植樹木的花槽及在與東行行車線之間的餘下空間鋪設石春路面），根據原有設計將會改建成隧道入口讓西九龍走廊的車輛進入將會在地底經過的中九龍幹線，不過興建此隧道入口需要拆卸警署。後來因為社會迴響甚大，政府決定修改計劃保留原有油麻地警署的舊翼和大部分新翼建築物，該預留位置最終直接用作擴闊加士居道天橋。受制於新方案需要將舊警署新翼主建築物整棟保留，新建的東行天橋只能接駁原有預留位置內側大概三分之二的範圍，在新翼另一邊才稍微重新向外擴闊。餘下的外側空間將會維持凸出，最新的密封式隔音罩設計亦因此在這個位置設有缺口。

## 沿路地標
從東至西
- 香港女童軍總會
- 西洋波會
- 香港基督教青年會京士柏百周年紀念中心
- 三軍會
- 印度會
- 伊利沙伯醫院
- 投石號紀念碑（又稱「加士居道紀念碑」，已遷走）
- 拔萃女書院
- 勞資審裁處
- 土地審裁處
- 香港逸東酒店
- 彌敦酒店
- 循道中學
- 九龍地政總署地圖銷售處
- 普慶廣場

## 交匯道路
- 甘肅街
- 彌敦道
- 北海街
- 志和街
- 佐敦道
- 伊利沙伯醫院路
- 衛理道
- 漆咸道南

## 沿路圖片

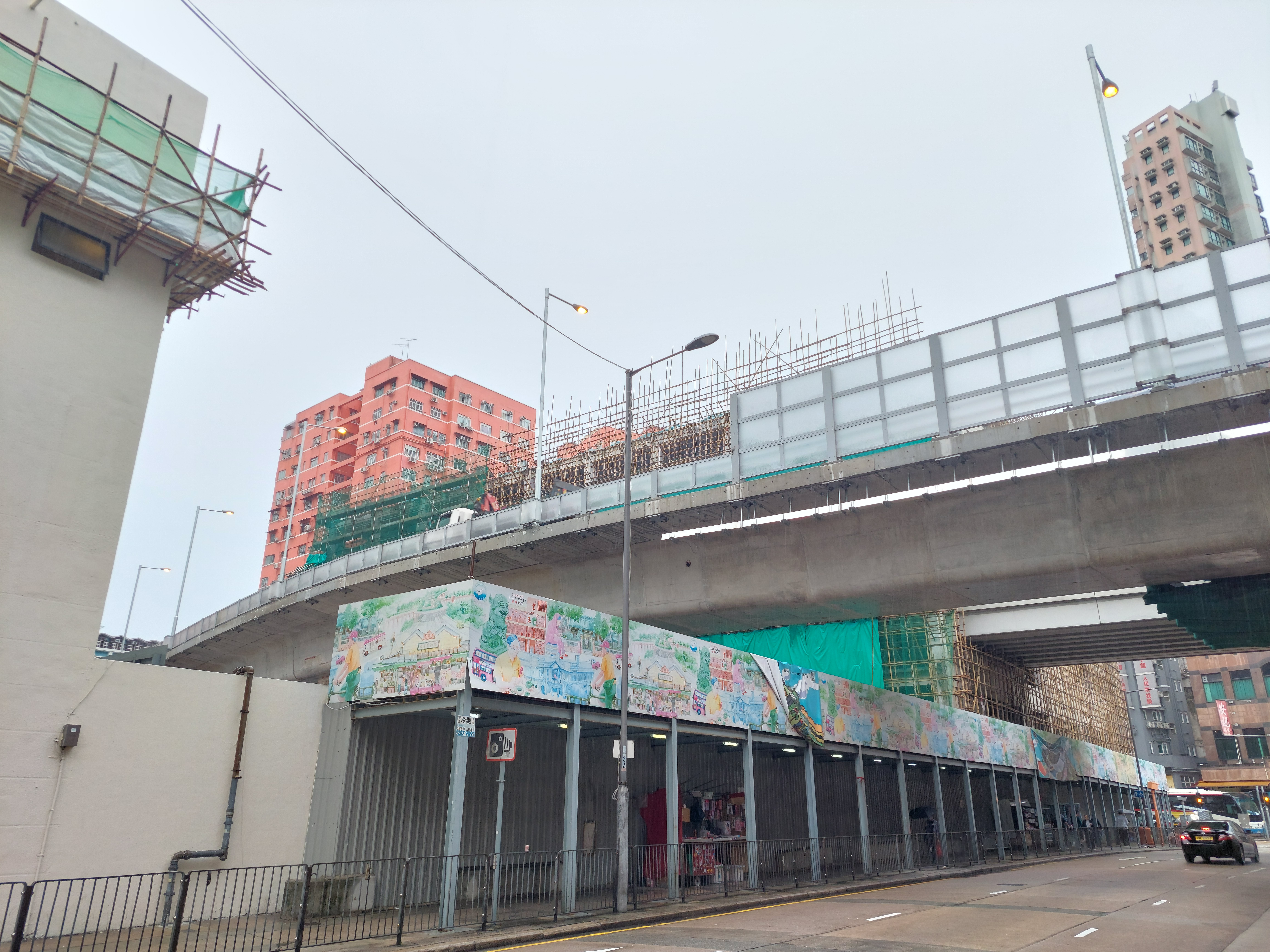
改道後的加士居道天橋東行線（2023年5月）
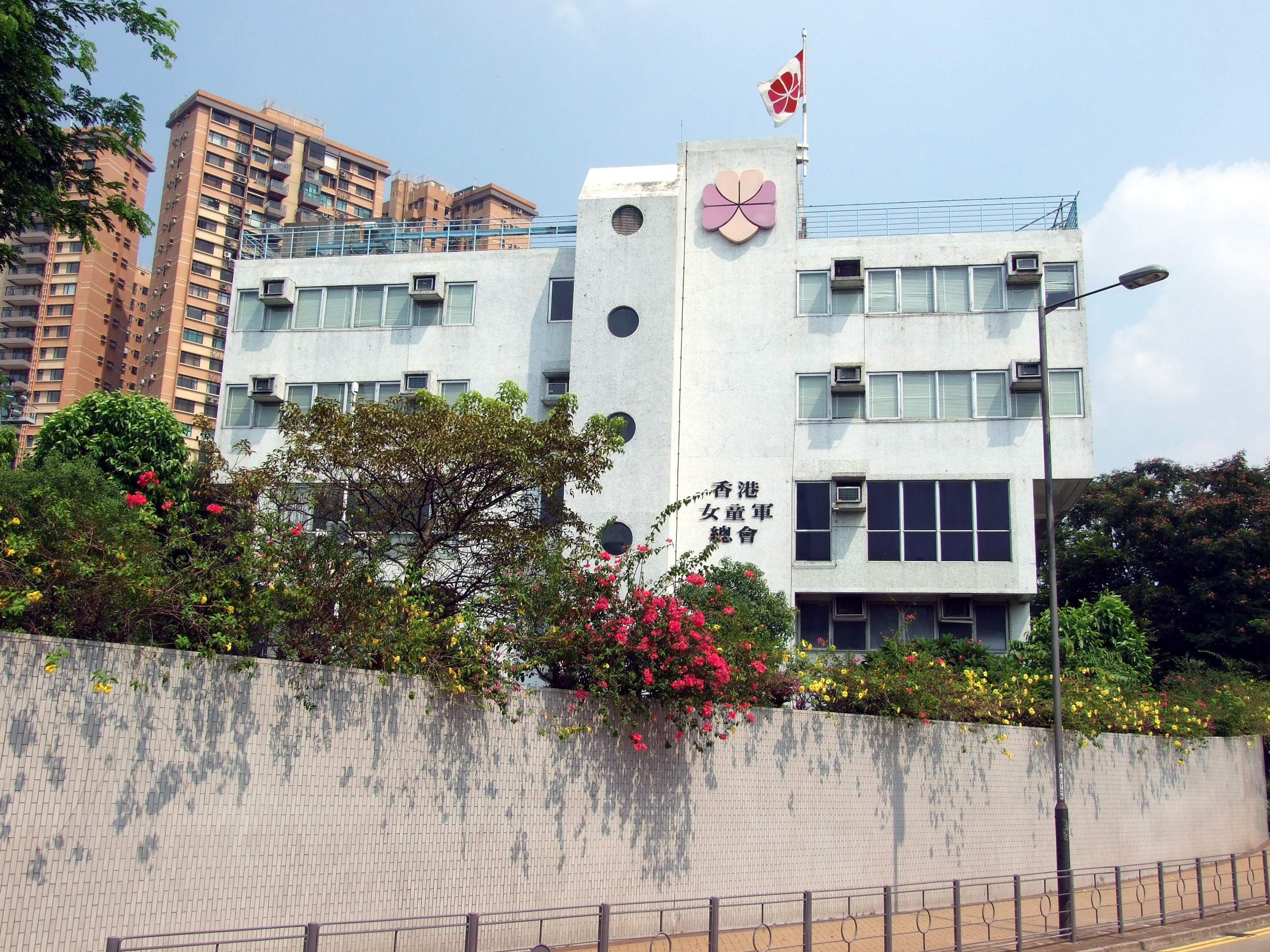
香港女童軍總會
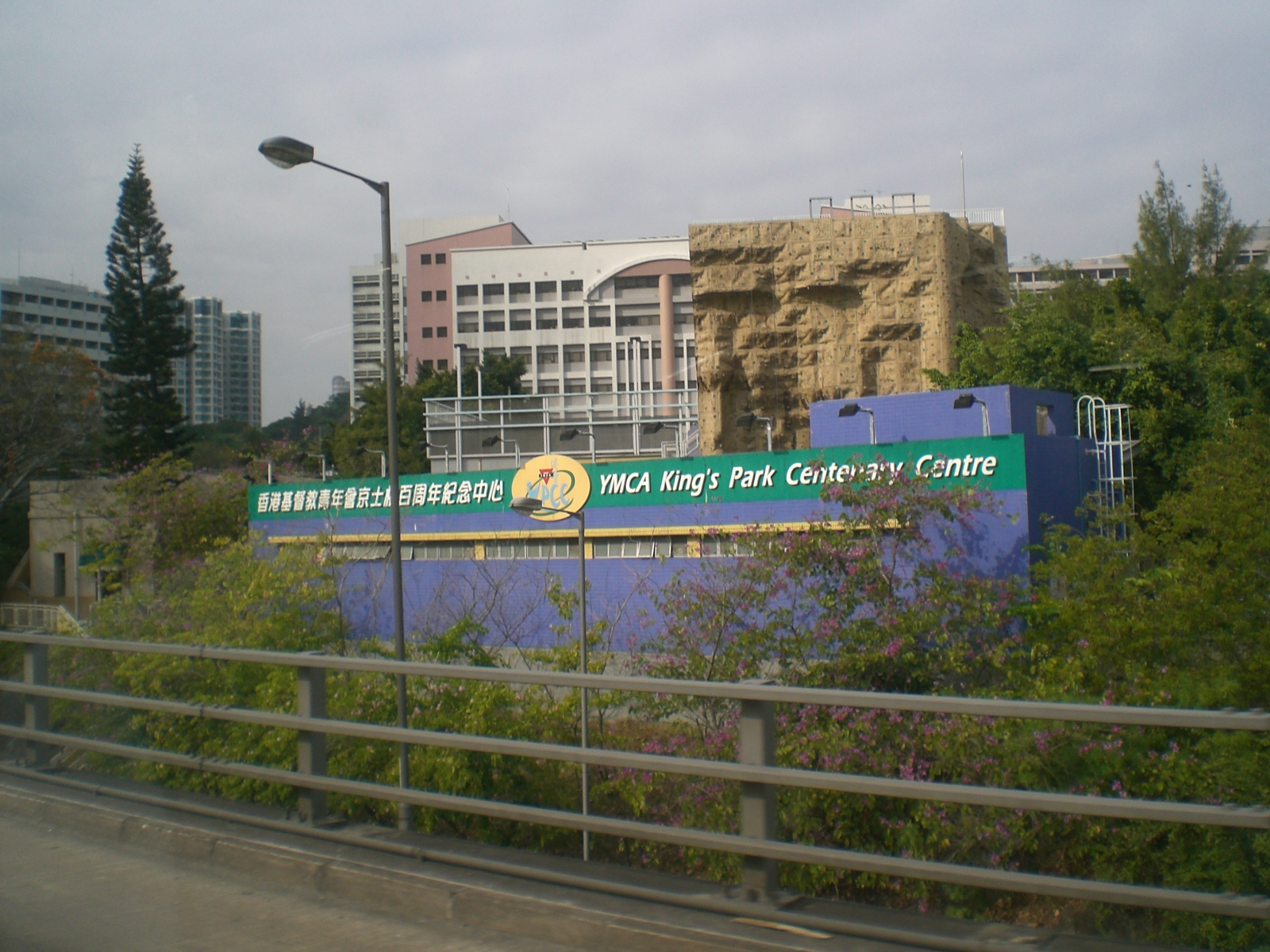
香港基督教青年會京士柏百周年紀念中心
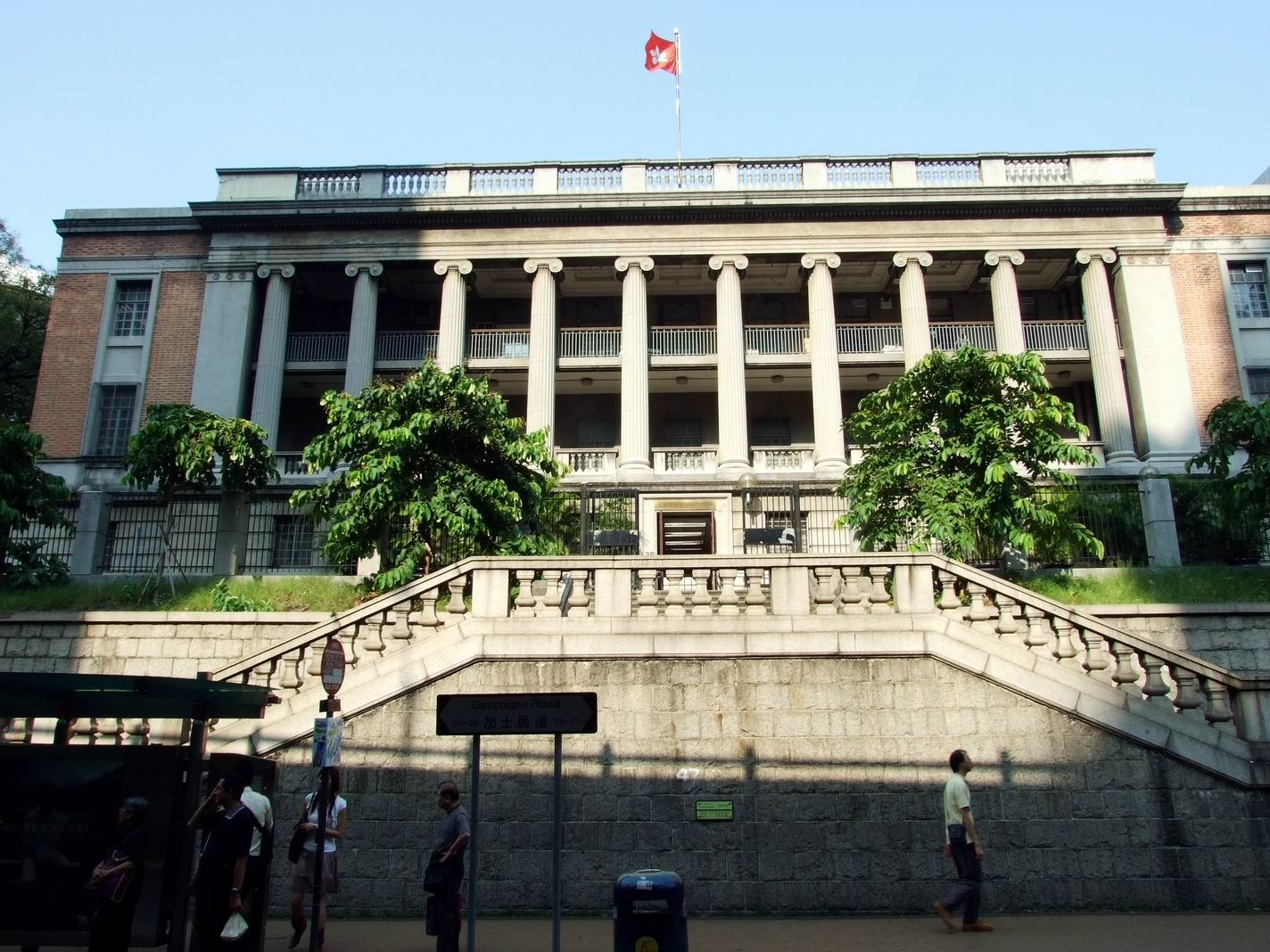
南九龍裁判法院舊翼 （現用作土地審裁處）

### 引用
1. ↑   (PDF).   [2020年10月17日]. （原始内容存档 (PDF)于2020年10月18日）.
2. ↑   (PDF).   [2020-10-17]. （原始内容存档 (PDF)于2020-10-21）.
3. ↑  《九龍街道命名考源》梁濤 著，第35頁，市政局出版，1993年
4. ↑  《香港歷史文化小百科16－趣談九龍街道》 爾東 著，第93-94頁，明報出版社，2004年11月，ISBN 962-8871-46-3
5. ↑   (PDF). 地政總署. 2020-10-16  [2022-12-25]. （原始内容存档 (PDF)于2022-10-10）.
6. ↑   (PDF). 油尖旺區議會. 2022-03  [2023-10-29]. （原始内容存档 (PDF)于2023-11-28） （中文）.
7. ↑  . 香港政府新聞網.   [2021-06-08]. （原始内容存档于2021-06-08）.
8. ↑  . 路政署.   [2025-03-16].
9. ↑  . 香港01.   [2025-03-16].

## 外部連結
- 中九龍幹線工程網站：重置公共設施[]
- 路政署 - 加士居道行車天橋擴闊工程（2006年）（页面存档备份，存于）
- 獨立媒體 - 四百億中九龍幹線又「打尖」審撥款 新增隔音屏方案未諮詢居民（页面存档备份，存于）

| 论 编 | 香港5號幹線 |  |
| |             |  |
| 啓福道 – 啟德隧道 – 東九龍走廊 – 漆咸道北 – 漆咸道南 – 加士居道天橋 – 渡船街天橋 – 西九龍走廊及西九龍走廊西 – 荔枝角道 – 葵涌道（包括荔枝角大橋） – 荃灣路 |             |  |
| |             |  |

22°18′26.1606″N 114°10′28.5774″E / 22.307266833°N 114.174604833°E